# Oberöfflingen
Oberöfflingen là một đô thị ở huyện Bernkastel-Wittlich, trong bang Rheinland-Pfalz, Đô thị Oberöfflingen có diện tích 7,44 km², dân số thời điểm ngày 31 tháng 12 năm 2006 là 294 người.